# Hostages (film 1943)
Hostages è un film del 1943 diretto da Frank Tuttle.
È un film di guerra statunitense a sfondo drammatico con Luise Rainer, Arturo de Córdova e William Bendix ambientato nella Cecoslovacchia occupata dai nazisti durante la seconda guerra mondiale. È basato sul romanzo del 1942 Hostages di Stefan Heym.

## Trama
La Gestapo ha preso in ostaggio un gruppo di cittadini cecoslovacchi, tra di loro è convinta di trovare l'assassino di un ufficiale che invece si è suicidato.
Tra di loro figura il capo della resistenza che come copertura fa il lavapiatti nel locale dove l'ufficiale è stato visto per l'ultima volta.

## Produzione
Il film, diretto da Frank Tuttle su una sceneggiatura di Frank Butler e Lester Cole con il soggetto di Stefan Heym (autore del romanzo), fu prodotto da Sol C. Siegel, come produttore associato, per la Paramount Pictures e girato nei Paramount Studios a Hollywood, California. Uno dei consulenti della produzione fu Alexander Hackenschmid un operatore di macchine da presa e regista cecoslovacco e rifugiato di guerra nel periodo delle riprese.

## Distribuzione
Il film fu distribuito negli Stati Uniti dall'11 ottobre 1943 (première il 12 agosto) al cinema dalla Paramount Pictures.
Altre distribuzioni:
- in Australia il 17 aprile 1944
- in Grecia (Pyr!)
- in Brasile (Reféns)